# Perideridia kelloggii
Perideridia kelloggii är en flockblommig växtart som först beskrevs av Asa Gray, och fick sitt nu gällande namn av Mildred Esther Mathias. Perideridia kelloggii ingår i släktet Perideridia och familjen flockblommiga växter. Inga underarter finns listade i Catalogue of Life.